# Edigold Monday
Pour les articles homonymes, voir Monday.
Edigold Monday (née en 1962) est une comptable, femme d’affaires, directrice de banque et éducatrice ougandaise. Elle est la directrice nationale ougandaise de la fondation Sparkassen-Finanzgruppe pour la coopération internationale, depuis décembre 2018.
Auparavant, elle est directrice générale de la Commercial Bank of Africa (en) au Rwanda, une banque commerciale agréée.
Avant cela, elle travaille comme directrice générale de la Bank of Africa (en) en Ouganda. Monday devient la première femme ougandaise à occuper le poste de directrice générale et directrice générale de BOA-Ouganda et également la première femme ougandaise à occuper le poste de directrice générale d'une banque commerciale dans l'histoire du pays.

## Formation
Monday est admise à l'université Makerere en 1984 et y obtient son diplôme en 1987, avec un baccalauréat (BA) en économie et en éducation. Elle est experte-comptable agréée, certifiée par l'Association of Chartered Certified Accountants (en). Son deuxième diplôme est une maîtrise en administration des affaires, obtenue à l'université Heriot-Watt. Elle suit de nombreux autres cours de commerce, de gestion et de banque, selon son CV en ligne.

## Carrière
Monday devient banquière en 1994, en commençant comme stagiaire comptable à la Centenary Bank (en). Au fil des années, elle accède au rang d’auditeur interne en chef à la Centenary Bank en 2001. En 2004, elle quitte Centenary et rejoint l'Uganda Wildlife Authority, en tant que directrice des finances et de l'administration, de juin 2004 à janvier 2007,.
Elle rejoint ensuite Commercial Microfinance (CMF), une institution de microfinance de niveau II, où elle atteint le niveau de directrice exécutive. Lorsque la Industrial and General Insurance Company Plc. of Nigeria acquiert la CMF en 2008, rebaptisant l'institution Global Trust Bank (en), Monday occupe brièvement le poste de directrice exécutive par intérim avant de partir pour rejoindre la BOA-Ouganda. En 2009, elle est nommée directrice générale par intérim de BOA-Ouganda. Elle est confirmée dans ses fonctions en décembre 2010, poste qu'elle occupe jusqu'à sa démission en avril 2014,.
À compter du 30 juin 2014, Monday travaille comme directrice générale/chef de la direction de Crane Bank Rwanda (en) Limited. Lorsque la Commercial Bank of Africa (Rwanda) acquiert Crane Bank Rwanda, le 21 février 2018, Edigold Monday devient le directrice générale de la nouvelle banque,.
En juillet 2018, CBA Rwanda nomme la rwandaise Lina Higiro, comme nouvelle PDG, remplaçant ainsi Edigold Monday.